# Fritz Blankenhorn (Grafiker)
Fritz Blankenhorn (* 22. August 1921 in Neuwied; † 22. April 2011) war ein deutscher Grafiker. Er war Chefgrafiker beim Deutschen Bücherbund und Autor.

## Leben
Fritz Blankenhorn kam als erster Sohn des Justizinspektors Fritz Blankenhorn und seiner Mutter Sophie, geborene Haase, in Neuwied zur Welt. Er legte das Abitur am Humanistischen Gymnasium ab und leistete ein halbes Jahr seinen Militärdienst ab. Anschließend begann er im Oktober 1939 ein Architekturstudium an der Technischen Hochschule Braunschweig. Im Frühjahr des darauffolgenden Jahres meldete er sich als Freiwilliger zum Kriegsdienst und wurde von Juni 1940 bis zum Ende des Zweiten Weltkrieges als Soldat in Frankreich und der Sowjetunion eingesetzt. Am 9. April 1945 geriet er als Leutnant bei der Kapitulation der Festung Königsberg in sowjetische Kriegsgefangenschaft. Im November 1949 wurde er freigelassen und kehrte nach Hause zurück. 1952 heiratete er die Lehrerin Elisabeth Ursula Crome. Seine erste Tochter Annegret kam 1955 zur Welt, 1959 die jüngste Tochter Bettina. 1967 zog er mit seiner Familie nach Echterdingen bei Stuttgart.

## Werk
Im Alter von 29 Jahren begann Fritz Blankenhorn mit seiner Berufsausbildung. In Düsseldorf und Krefeld absolvierte er an den jeweiligen Werkkunstschulen die Klasse für Gebrauchsgrafik (Grafikdesign). Das Gestalten von Buchumschlägen bildete schon früh seinen Arbeitsschwerpunkt und blieb in den folgenden Jahrzehnten bestehen. Erste Buchumschläge entwarf Blankenhorn für die Verlage Eugen Diederichs und Karl Rauch. Ab 1955 leitete Blankenhorn sein erstes grafisches Atelier im Düsseldorfer Pressehaus. Drei Jahre später holte ihn der Verleger Georg von Holtzbrinck nach Stuttgart. Für den Buchclub Deutscher Bücherbund, die Keimzelle der Verlagsgruppe Georg von Holtzbrinck, entwarf er mit seinem Team knapp 30 Jahre lang Prospekte, Zeitschriftenlayouts, Schallplattenhüllen und Buchumschläge. Nebenbei war er als freier Mitarbeiter für deutsche und Schweizer Verlage tätig. 1986 beendete Blankenhorn seine berufliche Laufbahn und widmet sich fortan der Aquarellmalerei, die ihn auf Malreisen nach Griechenland, die Provence, nach Umbrien und in die Toskana führte. Seine Malereien wurden bei mehreren Ausstellungen ausgestellt. Neben der Malerei widmete er sich als Cellist der Kammermusik. Ab 2001 begann er, seine Erinnerungen an die Jahre in Krieg und der Gefangenschaft aufzuzeichnen. Im Frühjahr 2004 erschien im Rowohlt Verlag sein Buch „...und fahr’n wir ohne Wiederkehr. Von Ostpreußen nach Sibirien 1944-1949“. Bereits innerhalb eines Jahres wurde das Buch in sechs Auflagen veröffentlicht.